# کریستف بالایی
کریستف بالایی (فرانسوی: Christophe Balaÿ‎؛ زاده ۱۲ اوت ۱۹۴۹ – درگذشته ۳۱ ژوئیهٔ ۲۰۲۲) استاد ادبیات و زبان فارسی در فرانسه، پژوهشگر ادبیات معاصر ایران، و مترجم آثار ادبی فارسی به فرانسوی بود.

## زندگی
کریستف بالایی زاده ۱۹۴۹ در فرانسه بود. وی پس از گذراندن دورهٔ تحصیل ادبیات فرانسه، به واسطه پایان‌نامه‌اش با موضوع «داستان‌های هزار و یک روز» با زبان فارسی آشنا و به آن علاقه‌مند شد. در سال ۱۹۷۹ از دانشگاه نانتر پاریس دکترای ادبیات تطبیقی گرفت. او در همان سال از مدرسه زبان‌های شرقی، دیپلم زبان فارسی دریافت کرد. پس از آن برای پروژه‌ای پژوهشی به ایران رفت. کریستف بالایی طی اقامت خود در ایران از ۱۹۷۹ تا ۱۹۸۳ نخست به‌عنوان پژوهشگر و پس از آن در مقام رئیس انجمن ایران‌شناسی فرانسه در ایران، در تهران، به مطالعه در ادبیات معاصر فارسی پرداخت. او پس از رفتن به ایران، ادبیات معاصر ایران را کاملاً ناشناخته یافته و شروع به پژوهش در این زمینه کرد. به همین علت موضوع پایان‌نامه دکترای عالی خود را «تکوین رمان مدرن فارسی» قرار داد.
کریستف بالایی پس از بازگشت به فرانسه به تدریس زبان و ادبیات فارسی در مؤسسه Inalco پرداخت. وی این تجربه را سرآغازی برای ترجمه آثار ایرانی می‌داند و می‌گوید: «تدریس زبان فارسی باعث پیشرفتم در این زبان شد و خیلی زود متوجه شدم که کار نقد ادبی جدی در یک زبان خارجی باید بر پایه ترجمه انجام شود و بدون ترجمه هیچ معنایی ندارد. برای همین شروع کردم به ترجمه و سال‌ها ترجمه کردم.»
کریستف بالای از سال ۱۹۸۹ در مؤسسه ملی زبان‌ها و تمدن‌های شرقی به تدریس زبان و ادبیات فارسی می‌پردازد. همچنین از سال ۱۹۹۸ تا ۲۰۰۲ مدیر انجمن ایرانشناسی فرانسه بوده‌است.
کریستف بالایی نقش بسزایی در معرفی ادبیات معاصر ایران در فرانسه داشته و آثار بسیاری از ادبیات ایران را به زبان فرانسه ترجمه کرده‌است. علاوه بر آن کتاب‌هایی در شناخت ادبیات معاصر ایران به چاپ رسانده‌است.
کریستف بالایی پس از یک دوره بیماری در جنوب فرانسه درگذشت.